# Бигфок (Минесота)
Бигфок (енгл. Bigfork) град је у америчкој савезној држави Минесота.

## Демографија
По попису из 2010. године број становника је 446, што је 23 (-4,9%) становника мање него 2000. године.
| Група             | 2000.       | 2010.       |
| Белци             | 456 (97,2%) | 432 (96,9%) |
| Афроамериканци    | 0 (0,0%)    | 3 (0,7%)    |
| Азијати           | 0 (0,0%)    | 2 (0,4%)    |
| Хиспаноамериканци | 5 (1,1%)    | 2 (0,4%)    |
| Укупно            | 469         | 446         |